# IRAS 18090+0130
IRAS 18090+0130 – galaktyka spiralna znajdująca się w konstelacji Wężownika w odległości około 400 milionów lat świetlnych od Ziemi. Galaktyka ta oddziałuje grawitacyjnie z pobliską 2MASX J18113342+0131427. Galaktyka widoczna po lewej stronie wypuściła pióropusz gwiazd w stronę sąsiada.